# Акаев, Юсуп Абдулабекович
Юсу́п Абдулабе́кович Ака́ев (14 августа 1922 — 19 ноября 1949) — советский лётчик-штурмовик авиации Военно-морского флота СССР в годы Великой Отечественной войны, Герой Советского Союза (19.08.1944), майор (24.04.1948).

## Биография
Родился 14 августа 1922 года в cеле Нижний Дженгутай Темир-Хан-Шуринского округа Дагестанской АССР (по другим источникам — в городе Буйнакске) в крестьянской семье. По национальности кумык. Член ВКП(б) с апреля 1944 года. Окончил 7 классов. Работал учителем. В 1941 году окончил юридическую школу.
В Красной Армии с июля 1941 года. Окончил 19-ю военную авиационную школу первоначального обучения в июле 1942 года и сразу же переведён в ВВС Военно-морского флота СССР. В июле 1943 года окончил 3-е военно-морское авиационное училище (Саранск).
На фронте Великой Отечественной войны младший лейтенант Ю. А. Акаев с сентября 1943 года. Весь боевой путь прошёл в рядах 47-го штурмового авиационного полка, который на 1943 год воевал в составе ВВС Черноморского флота. Там участвовал в Новороссийско-Таманской, Керченско-Эльтигенской десантной, Крымской наступательной операциях. После завершения освобождения Крыма в мае 1944 года полк в полном составе был передан в ВВС Балтийского флота.
В апреле 1944 года был назначен командиром авиационной эскадрильи. На Балтике участвовал в выборгской, Прибалтийской, Восточно-Прусской наступательных операциях.
Командир 2-й авиационной эскадрильи 47-го штурмового авиационного полка (11-я штурмовая авиационная дивизия, ВВС Краснознамённого Балтийского флота) капитан Юсуп Акаев к июлю 1944 года совершил 104 боевых вылета, уничтожил 4 транспорта, 7 быстроходных десантных барж, 1 тральщик, 1 торпедный катер, 1 танкер и 1 сухогрузную баржу, уничтожил 3 паровоза, 11 танков, 72 автомашины и много другой боевой техники противника; повредил 5 транспортов, 11 быстроходных десантных барж, 1 эсминец. В воздушных боях сбил 3 самолёта. 8 ноября 1943 года был сбит над Керченским проливом, совершил вынужденную посадку на воду. Экипаж Ил-2 был спасен катером ВМФ.
Указом Президиума Верховного Совета СССР от 19 августа 1944 года за образцовое выполнение боевых заданий командования на фронте борьбы с немецкими захватчиками и проявленные при этом отвагу и геройство капитану Акаеву Юсупу Абдулабековичу присвоено звание Героя Советского Союза с вручением ордена Ленина и медали «Золотая Звезда» (№ 4332).
К Победе имел на своём боевом счету 147 боевых вылетов. К ранее потопленным кораблям прибавились ещё 3 потопленных транспорта, 1 сторожевой катер, 1 тральщик, 2 сторожевых корабля и 1 понтон. Был сбит ещё 1 немецкий самолёт.
После войны служил в том же полку. В октябре 1947 года был переведён командиром эскадрильи в 8-й гвардейский штурмовой авиационный полк ВВС 8-го ВМФ на Балтийском море. С августа 1948 года майор Акаев Ю. А. — в отставке. Скончался 19 ноября 1949 года на 28-м году жизни на железнодорожном вокзале Ростова-на-Дону во время поездки в один из крымских санаториев.

## Награды
- Медаль «Золотая Звезда» Героя Советского Союза (19.08.1944)
- Орден Ленина (19.08.1944)
- Три ордена Красного Знамени (30.05.1944, 14.11.1944, 28.12.1944)
- Орден Александра Невского (28.04.1945)
- Орден Отечественной войны I степени (11.02.1944)
- Медали

## Память
- Памятники Герою установлены на проспекте Расула Гамзатова[10] в Махачкале и около Буйнакского педагогического училища.
- Имя Героя Советского Союза Ю. А. Акаева носят:
  - улицы Ю. Акаева в посёлках Тарки (Махачкала), Шамхал, Султан-Янги-Юрт, Новокаякент, Учкент и других.
  - в 2000 году улица Тимирязева в Махачкале была переименована в улицу Ю. Акаева.
  - школа № 1 в селе Султан-Янгиюрт;
  - школа № 1 в городе Кизилюрт;
  - школа № 7 в городе Буйнакск;
  - школа им. Юсупа Акаева в c. Нижний Дженгутай
  - совхоз в селе Учкент Буйнакского района Дагестана.
  - Базовый тральщик «Юсуп Акаев», Каспийская флотилия ВМФ ВС России